# Jakub Obrovský

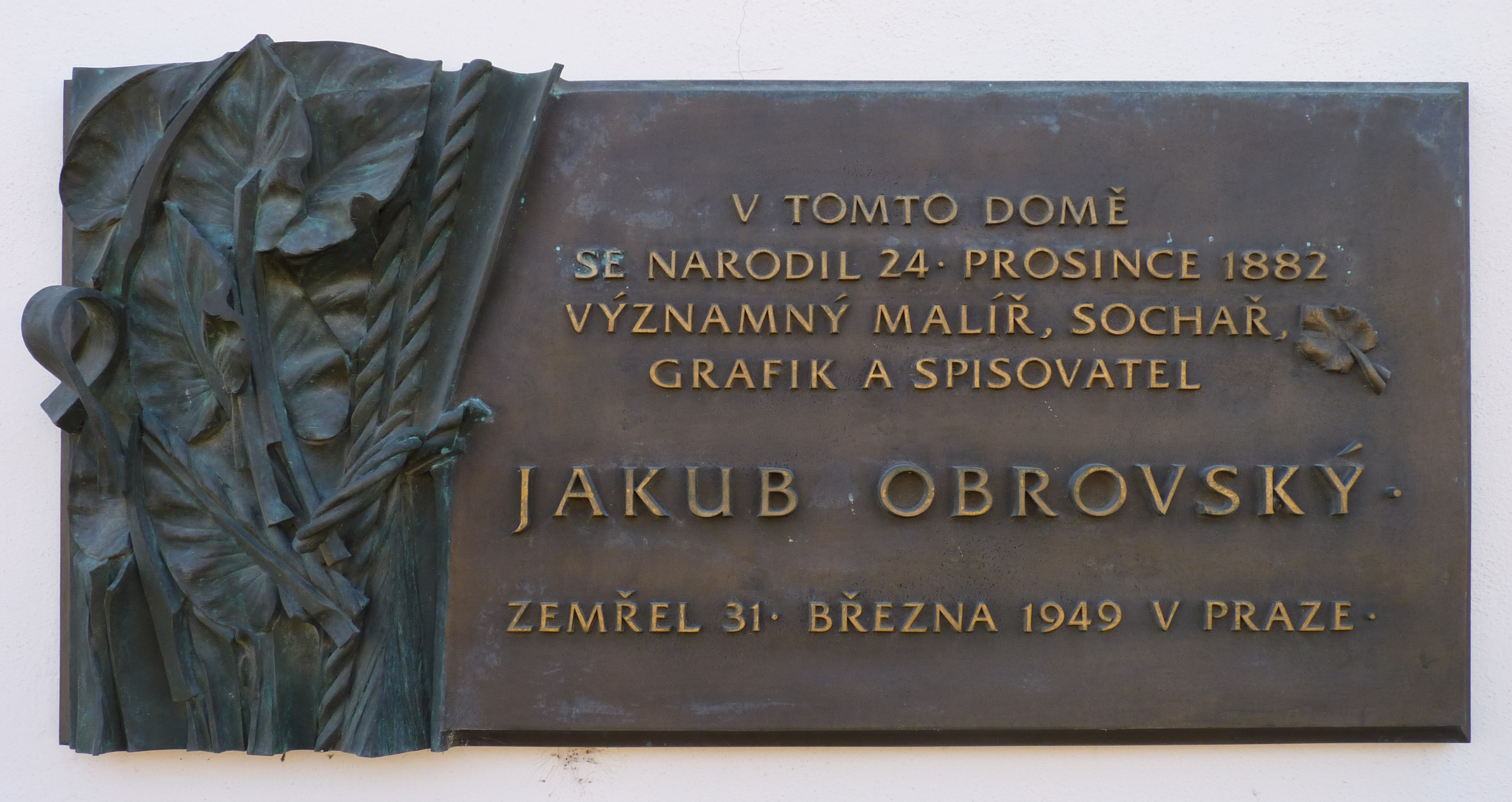
Gedenktafel auf Geburtshaus von Obrovský

Jakub Obrovský (* 24. Dezember 1882 in Brünn; † 31. März 1949 in Prag) war ein tschechischer Maler, Bildhauer, Grafiker und Schriftsteller.

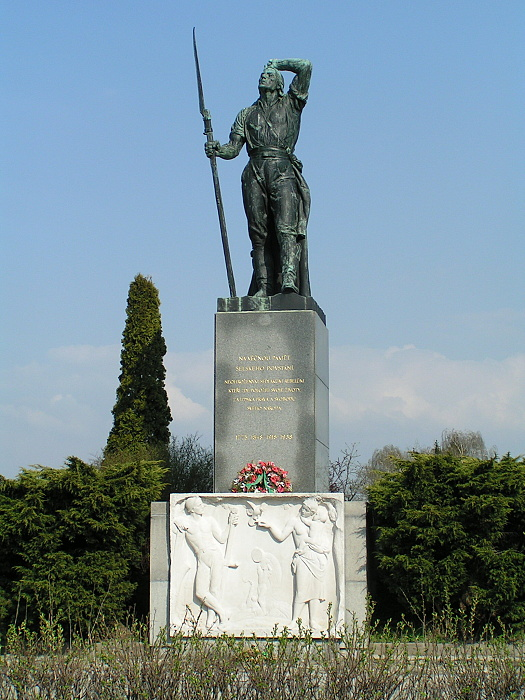
Denkmal für den Bauernaufstand von 1775 in Chlumec nad Cidlinou, von Jakub Obrovský

## Leben
Obrovský wurde als jüngster von drei Söhnen eines Landwirts geboren und zeigte schon in seiner Kindheit Talent. Insbesondere von seiner Mutter gefördert, trat er im Alter von 15 Jahren in die Kunstgewerbeschule in Prag ein. Von 1901 bis 1905 studierte er an der Akademie der Bildenden Künste in Prag, unter anderem bei Celda Klouček, E. K. Liška und M. Pirner. Nach einem mehrmonatigen Studienaufenthalt in Italien, den er einem Hlávka-Stipendium verdankte, nahm er in Prag seit 1908 hauptsächlich Dekorationsaufträge an. So gestaltete er das Mosaik im Speisesaal des Prager Gemeindehauses, eine Decke des Schlosses in Libeň, Fresken für die juristische Fakultät in Prag und die Kirche in Bohnice.
In den Jahren 1911 bis 1913 wandte er sich der Ölmalerei zu, und hier insbesondere weiblichen Gestalten aus dem Zigeunermilieu. Das bekannteste Werk aus dieser Zeit ist wohl die „Zigeunermadonna“. Mit der großen Akzeptanz seines Gesamtwerkes kam der gesellschaftliche Aufstieg verbunden mit Mitgliedschaften in wichtigen Gremien. 1911 wurde er Mitglied des Wiener Hagenbundes, 1912 bei der tschechischen Sektion des Kuratoriums der Modernen Galerie, 1913 der Böhmischen Akademie der Wissenschaften und Kunst, und 1919 der Société nationale des beaux-arts (SNBA) in Paris. 1919 wurde er Professor an der Akademie der Bildenden Künste in Prag und 1935 bis 1937 ihr Rektor.
Schon während des Studiums hatte sich Obrovský für Bildhauerei interessiert, doch begann er sich erst ab 1923 – unter dem Einfluss von Antoine Bourdelle – systematisch mit der Plastik zu befassen. Seine Hauptmotive wurden Sportler. Gestalten der Antike und weibliche Akte, die er hauptsächlich aus Marmor und Bronze schuf. Aus dem grafischen Schaffen Obrovskýs sind die ersten Auflagen tschechoslowakischer Briefmarken mit Legionärsmotiven zu erwähnen. Auch einige Erzählungen, in denen er aus Erinnerungen an seine idealisierte Kindheit schöpft, sind erhalten geblieben.

## Ehrungen und Auszeichnungen
- Für seine Plastik „Odysseus“ erhielt Obrovský 1932 bei den Kunstwettbewerben der X. Olympischen Sommerspiele in Los Angeles auf dem Gebiet „Rundplastiken“ die Bronzemedaille[1]
- Für die monumentale Bronzeplastik „Der mordende Odysseus“ (1934–35) erhielt er den Katz-Preis der Böhmischen Akademie der Wissenschaften und Kunst.
- Im Stadtteil Bystrc in Brünn wurde eine Straße nach ihm benannt und an ihrem Ende steht in einem Park ein Denkmal für ihn vom Miloš Axman.